# Красногорский сельсовет (Оренбургская область)
Красногорский сельсовет — сельское поселение в Асекеевском районе Оренбургской области Российской Федерации.
Административный центр — посёлок Красногорский.

## История
9 марта 2005 года в соответствии с законом Оренбургской области № 1893/321-III-ОЗ образовано сельское поселение Красногорский сельсовет, установлены границы муниципального образования.

## Население
| 2010 | 2012 | 2013 | 2014 | 2015 | 2016 | 2017 |
| ---- | ---- | ---- | ---- | ---- | ---- | ---- |
| 658  | ↘626 | ↘603 | ↘587 | ↘581 | ↘560 | ↘558 |
| 2018 | 2019 | 2020 | 2021 |      |      |      |
| ↘542 | ↘525 | ↘506 | ↘500 |      |      |      |

## Состав сельского поселения
| № | Населённый пункт | Тип населённого пункта          | Население |
| - | ---------------- | ------------------------------- | --------- |
| 1 | Красногорский    | посёлок, административный центр | 613       |
| 2 | Огонёк           | посёлок                         | 45        |